# Chinko
Chinko är ett 658 km långt vattendrag i Centralafrikanska republiken, ett biflöde till Mbomou. Det rinner upp på vattendelaren mellan Nilens och Kongoflodens avrinningsområden och rinner därefter genom den östra delen av landet, 600 km öster om huvudstaden Bangui. 